# High School Musical 3: Senior Year
High School Musical 3: Senior Year (High School Musical 3: Fin de curso en España y High School Musical 3: La Graduación en Hispanoamérica) es la secuela de la película juvenil musical High School Musical 2 de 2007 y la tercera y última entrega de la trilogía High School Musical. Como las películas anteriores, está dirigida por Kenny Ortega y protagonizada por Zac Efron, Vanessa Hudgens, Ashley Tisdale, Lucas Grabeel, Corbin Bleu y Monique Coleman. 
Debido a los enormes niveles de audiencia de sus predecesoras por televisión se decidió convertir esta tercera parte en una adaptación cinematográfica, ya no producida por Disney Channel, sino por Walt Disney Pictures. Fue estrenada el 24 de octubre de 2008 en Estados Unidos resultando un éxito en taquillas en todo el mundo tras recaudar más de 252 millones de dólares y ubicándola dentro de las 25 películas más taquilleras del año.

## Argumento
El equipo de baloncesto Wildcats de East High compite contra su rival de mucho tiempo, los West High Knights en el último juego de campeonato de la temporada. En la mitad, Troy reúne a sus compañeros y lleva al equipo a la victoria. En la fiesta de celebración, Troy y Gabriella discuten sobre su futuro desconocido y el poco tiempo que les queda en East High.
En la escuela, la Sra. Darbus se da cuenta de la falta de estudiantes que se inscriben en el musical y Sharpay sugiere un espectáculo de una sola mujer. Kelsi inscribe a todos en el aula, para consternación de la clase. La Sra. Darbus anuncia que el programa se llamará "último año", que se enfocará en el futuro de los graduados, y revela que Sharpay, Ryan, Kelsi y Troy han sido considerados para una beca en la Juilliard School, pero solo uno lo hará. ser elegido. Sharpay se desespera por ganar y, sabiendo que Kelsi les dará las mejores canciones a Troy y Gabriella, Ryan intenta persuadir a Kelsi para que les dé una canción prediciendo el futuro de ella y de Ryan. Más tarde, Sharpay se hace amigo de Tiara Gold, una estudiante británica transferida y trabajaron juntos contra Troy y Gabriella para el musical.
Mientras está en la azotea, Troy le pide a Gabriella que vaya al baile de graduación y ella le enseña a bailar el vals, mientras que Taylor rechaza el patético intento de Chad de invitarla al baile. Mientras que Troy y Chad le roban la ropa a Jimmie Zara y a su compañero por toda la escuela desnudos en el teatro, como para un recuerdo del anuario. Más tarde cede cuando Chad vuelve a preguntar frente a todos durante el almuerzo. El grupo ensaya para el musical con una escena sobre su noche de graduación. Al día siguiente, Ryan y Kelsi ensayan, lo que lleva a Ryan a invitar a Kelsi al baile de graduación, mientras Troy y Chad recuerdan su pasado en Reilly's Auto Parts. Tiara se entera de que Gabriella ha sido aceptada en el Programa de Honores de Stanford Freshman e informa a Sharpay, quien convence a Troy de que él es lo único que impide que Gabriella vaya. Troy convence a Gabriella de que se vaya y ella se va a la universidad al día siguiente.
Troy y su padre, Jack, discuten sobre a qué universidad asistirá, y Troy conduce a East High desconcertado hasta que finalmente grita a todo pulmón en el teatro. Al presenciar esto, la Sra. Darbus revela que envió su solicitud para Juilliard. Troy recibe una llamada de Gabriella diciéndole que aunque lo ama, no volverá a Albuquerque para el baile de graduación o la graduación. Sin embargo, el día del baile, Troy visita a Gabriella en la Universidad de Stanford y tienen su propio baile de graduación. Mientras tanto, Sharpay se prepara para el musical en East High, y Troy le envía un mensaje de texto a su compañero de equipo Jimmie Zara para que sea su suplente porque llegará tarde al espectáculo.
Kelsi y Ryan comienzan el espectáculo; como suplentes de Troy y Gabriella, Jimmie actúa con Sharpay y la avergüenza, aunque el público aplaude. Troy y Gabriella aparecen durante la segunda mitad del espectáculo y cantan a dúo juntos. Tiara traiciona a Sharpay, diciéndole que Tiara se hará cargo del departamento de teatro el próximo año. Sharpay finalmente aprende cómo se siente ser manipulado y humillado, pero interrumpe la actuación de Tiara y la eclipsa.
Al final del musical, la Sra. Darbus revela que tanto Kelsi como Ryan han ganado la beca Juilliard, y Troy revela que eligió asistir a la Universidad de California en Berkeley para estar cerca de Gabriella, jugar baloncesto y actuar en teatro. Taylor revela que asistirá a la Universidad de Yale con honores para estudiar Ciencias Políticas, y Sharpay y Chad revelan que asistirán a la Universidad de Albuquerque para Artes Escénicas y baloncesto, respectivamente.
En la ceremonia de graduación, Troy da el discurso de la clase después de ser seleccionado por la Sra. Darbus, y todos celebran haber terminado la escuela secundaria. Los seis protagonistas caminan hacia el escenario y hacen sus reverencias finales cuando se cierra el telón. En el final, se revelan bloopers de las escenas de la película.

## Reparto

### Principal
- Zac Efron como Troy Bolton.
- Vanessa Hudgens como Gabriella Montez.
- Ashley Tisdale como Sharpay Evans.
- Lucas Grabeel como Ryan Evans.
- Corbin Bleu como Chad Danforth.
- Monique Coleman como Taylor McKessie.

### Secundario
- Robert Curtis Brown como Vance Evans.
- Jessica Tuck como Darby Evans.
- Bart Johnson como Jack Bolton.
- Alyson Reed como Ms. Darbus.
- Olesya Rulin como Kelsey Nielsen.
- Chris Warren Jr. como Zeke Baylor.
- Ryne Sanborn como Jason Cross.
- KayCee Stroh como Martha Cox.
- Matt Prokop como Jimmie «Rocketman/The Rocket» Zara.
- Jemma McKenzie-Brown como Tiara Gold.
- Justin Martin como Donny Dion.
- Leslie Wing Pomeroy como Lucille Bolton.
- Socorro Herrera como Mrs. Montez.
- David Reivers como Charlie Danforth.
- Yolanda Wood como Mrs. Danforth.

## Números musicales
- Now Or Never - East High.- Gimnasio East High School

Según Kenny Ortega, se puede ver en esta canción como Troy, a través de la canción y el baile, se enfrenta a un gran dilema en su vida: es un gran cantante y quiere actuar en el teatro, pero también es un gran atleta. En la película se cuenta todo para que podamos comprender el dilema por el que pasa.
- Right Here, Right Now - Troy y Gabriella - Casa del árbol

Este dueto en la casa del árbol trata sobre lo mucho que disfrutan los dos en ese lugar y en ese momento. Es una escena mágica, afirma Kenny Ortega.
- I Want It All - Ryan y Sharpay - Cafetería de East High school

Esta canción es la versión de Sharpay sobre cómo ve ella el colegio dentro de su mundo de fantasía, según Ortega.
- Can I Have This Dance - Troy y Gabriella - Azotea de East high school

Ortega cuenta que se inspiró en Fred Astaire y en Ginger Rogers, y en todos los bailes de Gene Kelly. Comenta que quería encontrar un momento romántico para que bailasen en los brazos del otro, alejados de todo y de todos.
- A Night to Remember - East High - Auditorio de East High school.

Según el productor Bill Borden, el concepto original de la película siempre fue el de tener un gran baile de promoción, y se enfocó de manera diferente.
- Just Wanna Be With You - Ryan, Kelsi, Troy, Gabriella - Sala de Música y Auditorio

Uno de los temas del número es el de vivir el momento y no preocuparse demasiado por el futuro, explica Lucas Grabeel.
- The Boys Are Back - Troy y Chad - Lote De Autos

- Walk Away -Gabriella - Casa de Gabriella

Vanesa Hudgens nos explica que Gabriella tiene que tomar algunas decisiones sobre su novio, la universidad y sus amigos, así que decide hacer lo que cree que es correcto y marcharse.
- Scream - Troy - East High School

Troy comienza en la cancha de baloncesto, pero termina en el escenario. Eso lo explica todo, adora las dos cosas, nos cuenta Zac Efron.
También Zac Efron menciona que esta canción le pertenece a Jiggs, “Sí, es totalmente suya ya que se siente altamente identificada con las lyrics de la canción.”
- Senior Year Spring Musical - East High - Auditorio
- We're All In This Together (Versión Graduación) - Coro

- High School Musical - East High - Campo de fútbol

A la hora de crear el momento final de la graduación, Kenny Ortega se inspiró en una película de Fred Astaire. Cuenta Ortega que parecía como si todo fuese un escenario, pensando que eso atraería a un nuevo público. Todo el campo se convirtió en un escenario, y se remató con un enorme telón rojo.

## Banda sonora
La banda sonora de la película fue lanzada el 21 de octubre de 2008 en Estados Unidos.

## Secuelas
Sharpay's Fabulous Adventure es un spin-off de High School Musical en donde Ashley Tisdale, una de las protagonistas de la saga, retoma su papel como Sharpay Evans.
La película se ubica después de la graduación cuando Sharpay junto a su perro Boi parte para Nueva York en donde espera cumplir sus sueños de trabajar en un musical en Broadway. La película fue dirigida por Michael Lembeck y se estrenó en 2011 en Disney Channel. Cuenta con una pequeña participación de Lucas Grabeel como Ryan Evans, hermano de Sharpay.